# Krasimir Balakov
Krassimir Balakov Guenchev (en búlgaro: Красимир Балъков) (Veliko Tarnovo, Bulgaria; 29 de marzo de 1966) es un exfutbolista y entrenador búlgaro. Fue un miembro clave de la Bulgaria que terminó de cuarta en la Copa Mundial de Fútbol de 1994. Después de Hristo Stoichkov, es considerado el mejor futbolista búlgaro de su generación.

## Carrera
Balakov comenzó su carrera en el club a nivel local llamado Etar Veliko Tarnovo, antes de trasladarse a Portugal en el Sporting en 1990, donde ganó la temporada 1994 - 95 Copa de Portugal. En 1995, fue fichado para jugar en el VfB Stuttgart de Alemania, donde ganó dos Copa Intertoto de la UEFA (2000 y 2002) y una Copa de Alemania (1997), antes de retirarse en el año 2003.

## Internacional
Balakov fue un volante ofensivo con una gran visión de juego y un gran conductor del mediocampo, fue considerado en el equipo ideal del mundial Estados Unidos '94 gracias a sus grandes actuaciones, hizo 92 apariciones con la selección, entre 1988 y 2003 (uno de los mejores totales en la historia nacional) y anotó 16 goles. Jugó la Copa Mundial de Fútbol de 1994, la Eurocopa 1996 y la Copa Mundial de Fútbol de 1998.

### Participaciones en Copas del Mundo
| Mundial                        | Sede           | Resultado     | Partidos |
| ------------------------------ | -------------- | ------------- | -------- |
| Copa Mundial de Fútbol de 1994 | Estados Unidos | Semifinales   | 7        |
| Copa Mundial de Fútbol de 1998 | Francia        | Primera ronda | 3        |

### Participaciones en Eurocopas
| Eurocopa      | Sede       | Resultado     |
| ------------- | ---------- | ------------- |
| Eurocopa 1996 | Inglaterra | Primera ronda |

## Participaciones Selección Sub-20
| Copa                                   | Sede            | Resultado        | Partidos | Goles |
| -------------------------------------- | --------------- | ---------------- | -------- | ----- |
| Copa Mundial de Fútbol Juvenil de 1985 | Unión Soviética | Cuartos de final | 4        | 0     |

## Palmarés
- Copa Mundial de Fútbol de 1994 4.º lugar
- Recopa de Europa finalista: 1998
- Bundesliga subcampeón: 2003
- DFB-Pokal ganador: 1997
- DFB-Ligapokal finalista: 1997, 1998
- Copa de Portugal ganador: 1995
- Copa Mundial de Fútbol Todas las estrellas del equipo: 1994
- Bota de Oro 1994
- Mejor Jugador de copa 1994.

## Carrera como entrenador
Había sido nombrado el 16 de enero de 2006 como gerente de la Grasshopper-Club Zürich para reemplazar a Hanspeter Latour que se fue al 1. FC Köln.
Balakov consiguió ganar la Copa Intertoto lo calificó el club a la Copa de la UEFA para la temporada 2006-07. Había sido nombrado el 29 de octubre de 2007 como gerente de FC St. Gallen para reemplazar a Rolf Fringer. Desde el 22 de marzo de 2012 es entrenador del 1. FC Kaiserslautern alemán, equipo al que ha cogido colista de la 1. Bundesliga.
El año después de retirarse, Krasimir se convirtió en entrenador asistente del club del que acababa de retirarse, VfB Stuttgart. Permaneció en esta posición durante dos años antes de decidirse a convertirse en un jugador-mánager en VFC Plauen , donde permaneció por poco tiempo.
Fue nombrado gerente del Grasshopper Club Zürich el 16 de enero de 2006 para reemplazar a Hanspeter Latour, quien se fue al 1. FC Köln. Balakov logró ganar la Copa Intertoto, por lo que calificó al club para la Copa de la UEFA para la temporada 2006-07.
Fue nombrado el 29 de octubre de 2007 como gerente del FC St. Gallen para reemplazar a Rolf Fringer . [2] Tres días antes de que terminara la temporada, fue despedido por la dirección del club.
En diciembre de 2008, se convirtió en gerente del PFC Chernomorets Burgas en su tierra natal, reemplazando a Dimitar Dimitrov , luego de haber considerado una oferta para entrenar al equipo nacional de su país.  El 6 de diciembre de 2010, fue liberado de PFC Chernomorets Burgas luego de un consentimiento mutuo, luego de un cambio en la visión a largo plazo para el club por parte del propietario Mitko Sabev .
El 27 de mayo de 2011, se anunció que Balakov asumirá el mando del club croata Hajduk Split . [5]
El 22 de marzo de 2012, Balakov fue nombrado gerente de 1. FC Kaiserslautern . Fue despedido el 17 de mayo de 2012, después de no poder evitar el descenso de Kaiserslautern a la 2. Bundesliga . Posteriormente continuó su carrera como gerente en su país.
El 4 de enero de 2018, fue anunciado como el nuevo gerente de Etar Veliko Tarnovo con Stanislav Genchev , Iliyan Kiryakov y Kaloyan Chakarov como entrenadores del primer equipo. 